# The Crew (Fernsehserie)
The Crew ist eine US-amerikanische Fernsehserie, die am 15. Februar 2021 bei Netflix ihre Premiere hatte. Hauptdarsteller ist Kevin James.

## Handlung
In der Serie geht es um einen mittelmäßig erfolgreichen NASCAR-Rennstall, dessen Eigentümer Bobby Spencer sich in den Ruhestand zurückzieht und die Leitung an seine Tochter Catherine überträgt. Deren Modernisierungsversuche stoßen auf den Widerstand des Teams.

## Besetzung
Die deutsche Synchronisation für Staffel 1 entstand nach Dialogbüchern von Ralf Pel unter der Dialogregie von Ralph Brauchle durch die Synchronfirma RRP Media.
| Rolle             | Darsteller            | Folgen    | Synchronsprecher |
| ----------------- | --------------------- | --------- | ---------------- |
| Kevin Gibson      | Kevin James           | 1.01–1.10 | Thomas Karallus  |
| Chuck Stubbs      | Gary Anthony Williams | 1.01–1.10 | Sven Brieger     |
| Amir Lajani       | Dan Ahdoot            | 1.01–1.10 | Nic Romm         |
| Jake Martin       | Freddie Stroma        | 1.01–1.10 | Roman Wolko      |
| Beth Paige        | Sarah Stiles          | 1.01–1.10 | Nell Pietrzyk    |
| Catherine Spencer | Jillian Mueller       | 1.01–1.10 | Victoria Frenz   |
| Jessie De La Cruz | Paris Berelc          | 1.01–1.10 | Lina Rabea Mohr  |
| Bobby Spencer     | Bruce McGill          | 1.01–1.09 | Thomas Kästner   |

## Episodenliste
| Nr.                                                                                         | Deutscher Titel                              | Originaltitel                                 | Regie        | Drehbuch                      |
| ------------------------------------------------------------------------------------------- | -------------------------------------------- | --------------------------------------------- | ------------ | ----------------------------- |
| 1                                                                                           | Der Kuchen muss wohl gekühlt werden          | I Guess That Cake Did Need To Be Refrigerated | Andy Fickman | Jeff Lowell                   |
| 2                                                                                           | Ich bin Kevin und Gefühle sind mir wichtig   | My Name's Kevin And I Care About Feelings     | Andy Fickman | William Vallery               |
| 3                                                                                           | Heißes Pilzfleisch                           | Hot Mushroom Meat                             | Andy Fickman | Jeff Lowell                   |
| 4                                                                                           | Du scheinst eine sehr taugliche Frau zu sein | You Seem Like A Perfectly Serviceable Woman   | Andy Fickman | Jessica Kravitz               |
| 5                                                                                           | Dein Gesicht ist ein Baby                    | Your Face Is A Baby                           | Andy Fickman | Chelsea Catalanotto           |
| 6                                                                                           | Alles wird gut. Alles wird gut.              | We're Gonna Be Okay. We're Gonna Be Okay      | Andy Fickman | Monica Hewes, Diana Gettinger |
| 7                                                                                           | Omi! Ich dachte, das sind deine Knie.        | Ooof, Someone Throw A Robe On Grandma         | Andy Fickman | Rock Reuben                   |
| 8                                                                                           | Schönen Menschen passiert Gutes              | Good Things Happen to Handsome People         | Andy Fickman | Pete Correale                 |
| 9                                                                                           | Affen und Bären fahren Fahrrad               | Monkeys and Bears Riding Bicycles             | Andy Fickman | Kenan A Kel                   |
| 10                                                                                          | Niemand mag dich. Niemand.                   | No One Likes You. No One.                     | Andy Fickman | Michael Loftus                |
| Am 15. Februar 2021 wurden alle Folgen der Staffel gleichzeitig bei Netflix veröffentlicht. |                                              |                                               |              |                               |

## Produktion
Anfang September 2019 teilte Netflix mit, dass die Serie in Auftrag gegeben wurde. Showrunner und ausführender Produzent ist Jeff Lowell. Im Dezember 2019 wurde bekannt, dass auch Gary Anthony Williams, Dan Ahdoot, Freddie Stroma, Sarah Stiles und Jillian Mueller zum Cast gehören. Am 2. Juli 2021 wurde bekannt, dass die Serie nicht für eine zweite Staffel verlängert wurde.